# Associazione Del Calcio Di Vicenza 1920-1921
Questa voce raccoglie le informazioni riguardanti l'Associazione Calcio Vicenza nelle competizioni ufficiali della stagione 1920-1921.

## Stagione
Per la squadra biancorossa l'annata fu parecchio sofferta a causa di una intensa crisi dirigenziale.

## Rosa
| N. |                   | Ruolo | Calciatore         |
| -- | ----------------- | ----- | ------------------ |
|    | Italia (bandiera) | P     | Giovanni Scattolin |
|    | Italia (bandiera) | D     | Bastianelli        |
|    | Italia (bandiera) | D     | Umberto De Boni    |
|    | Italia (bandiera) | D     | Dei Zotti          |
|    | Italia (bandiera) | D     | Fadini             |
|    | Italia (bandiera) | D     | Pellattieri        |
|    | Italia (bandiera) | D     | Luigi Savi         |
|    | Italia (bandiera) | D     | Giuseppe Tromben   |

| N. |                   | Ruolo | Calciatore      |
| -- | ----------------- | ----- | --------------- |
|    | Italia (bandiera) | D     | Zampieri        |
|    | Italia (bandiera) | D     | Rodolfo Zorzi   |
|    | Italia (bandiera) | C     | Gaetano Griggio |
|    | Italia (bandiera) | C     | Gino Marola     |
|    | Italia (bandiera) | A     | Gino Ceccon     |
|    | Italia (bandiera) | A     | Livio Gemo      |
|    | Italia (bandiera) | A     | Rosin           |
|    | Italia (bandiera) | A     | Pio Veronese    |

## Risultati

### Prima Categoria

#### Girone B veneto

##### Girone di andata
| Arbitro: | Barbon (Venezia) |

|   |           |                    |
| ? | Marcatori | Veronese Masenello |

| Arbitro: | Storer (Venezia) |

|               |           |                |
| Masenello 20’ | Marcatori | 75’ Monti (II) |

| Arbitro: | Germani (Padova) |

|                               |           |   |
| Rosin ?’, ?’ Bertoli Veronese | Marcatori | ? |

| Arbitro: | Storer (Venezia) |

|  |           |                             |
|  | Marcatori | 25’ Chiecchi II 27’ Ferrais |

##### Girone di ritorno
| Arbitro: | Storer (Venezia) |

|                       |           |   |
| Masenello ? ?’ (aut.) | Marcatori | ? |

| Arbitro: | Storer (Venezia) |

|                 |           |                         |
| Busini (II) 75’ | Marcatori | 13’ Veronese 31’ Marola |

| Schio 19 dicembre 1920 8ª giornata | Schio            | 0 – 0 | Vicenza | \| Arbitro: \| Bellini (Padova) \| |
| Arbitro:                           | Bellini (Padova) |       |         |                                    |

| Arbitro: | Storer (Venezia) |

|             |           |  |
| Ferrais 23’ | Marcatori |  |

## Statistiche

### Statistiche di squadra
| Competizione    | Punti | In casa | In casa | In casa | In casa | In casa | In casa | In trasferta | In trasferta | In trasferta | In trasferta | In trasferta | In trasferta | Totale | Totale | Totale | Totale | Totale | Totale | DR |
| Competizione    | Punti | G       | V       | N       | P       | Gf      | Gs      | G            | V            | N            | P            | Gf           | Gs           | G      | V      | N      | P      | Gf     | Gs     | DR |
| --------------- | ----- | ------- | ------- | ------- | ------- | ------- | ------- | ------------ | ------------ | ------------ | ------------ | ------------ | ------------ | ------ | ------ | ------ | ------ | ------ | ------ | -- |
| Prima Categoria | 10    | 4       | 2       | 1       | 1       | 7       | 5       | 4            | 2            | 1            | 1            | 4            | 3            | 8      | 4      | 2      | 2      | 11     | 8      | +3 |

### Statistiche dei giocatori
| Giocatore   | Prima Categoria | Prima Categoria |
| Giocatore   | Presenze        | Reti            |
| ----------- | --------------- | --------------- |
| Bastianelli | 7               | 0               |
| Bertoli     | 8               | 1               |
| Ceccon      | 4               | 0               |
| De Boni     | 1               | 0               |
| Dei Zotti   | 1               | 0               |
| Fadini      | 7               | 0               |
| L. Gemo     | 4               | 0               |
| Marola      | 2               | 1               |
| Masenello   | 4               | 2               |
| Pellattieri | 6               | 0               |
| Rosin       | 8               | 2               |
| Savi        | 8               | 0               |
| Scattolin   | 8               | 0               |
| G. Tonini   | 3               | 0               |
| Tromben     | 1               | 0               |
| P. Veronese | 7               | 4               |
| R. Zorzi    | 8               | 0               |
| Zampieri    | 1               | 0               |